# British Empire Games 1934/Ringen
Bei den British Empire Games 1934 in London wurden im Ringen in 7 Gewichtsklassen im Freistil Medaillen verliehen.

## Männer Freistil

### Klasse bis 56 kg
| Platz | Land | Athlet         |
| ----- | ---- | -------------- |
| 1     | SCO  | Edward Melrose |
| 2     | CAN  | Ted McKinley   |
| 3     | ENG  | Joseph Reid    |

### Klasse bis 61 kg
| Platz | Land | Athlet        |
| ----- | ---- | ------------- |
| 1     | CAN  | Robert McNab  |
| 2     | ENG  | Joe Nelson    |
| 3     | SCO  | Murdoch White |

### Klasse bis 66 kg
| Platz | Land | Athlet          |
| ----- | ---- | --------------- |
| 1     | AUS  | Richard Garrard |
| 2     | ENG  | G. North        |
| 3     | CAN  | Howard Thomas   |

### Klasse bis 72 kg
| Platz | Land | Athlet           |
| ----- | ---- | ---------------- |
| 1     | CAN  | Joseph Schleimer |
| 2     | ENG  | William Fox      |
| 3     | IND  | Rashid Anwar     |

### Klasse bis 79 kg
| Platz | Land | Athlet          |
| ----- | ---- | --------------- |
| 1     | CAN  | Terey Evans     |
| 2     | ENG  | Stanley Bissell |
| 3     | SCO  | Robert Harcus   |

### Klasse bis 87 kg
| Platz | Land | Athlet       |
| ----- | ---- | ------------ |
| 1     | RSA  | Mick Cubbin  |
| 2     | ENG  | Bernard Rowe |
| 3     | CAN  | Alex Watt    |

### Klasse über 87 kg
| Platz | Land | Athlet       |
| ----- | ---- | ------------ |
| 1     | AUS  | Jack Knight  |
| 2     | CAN  | Pat Meehan   |
| 3     | SCO  | Arch Dudgeon |